# St-Pierre (Argentré-du-Plessis)

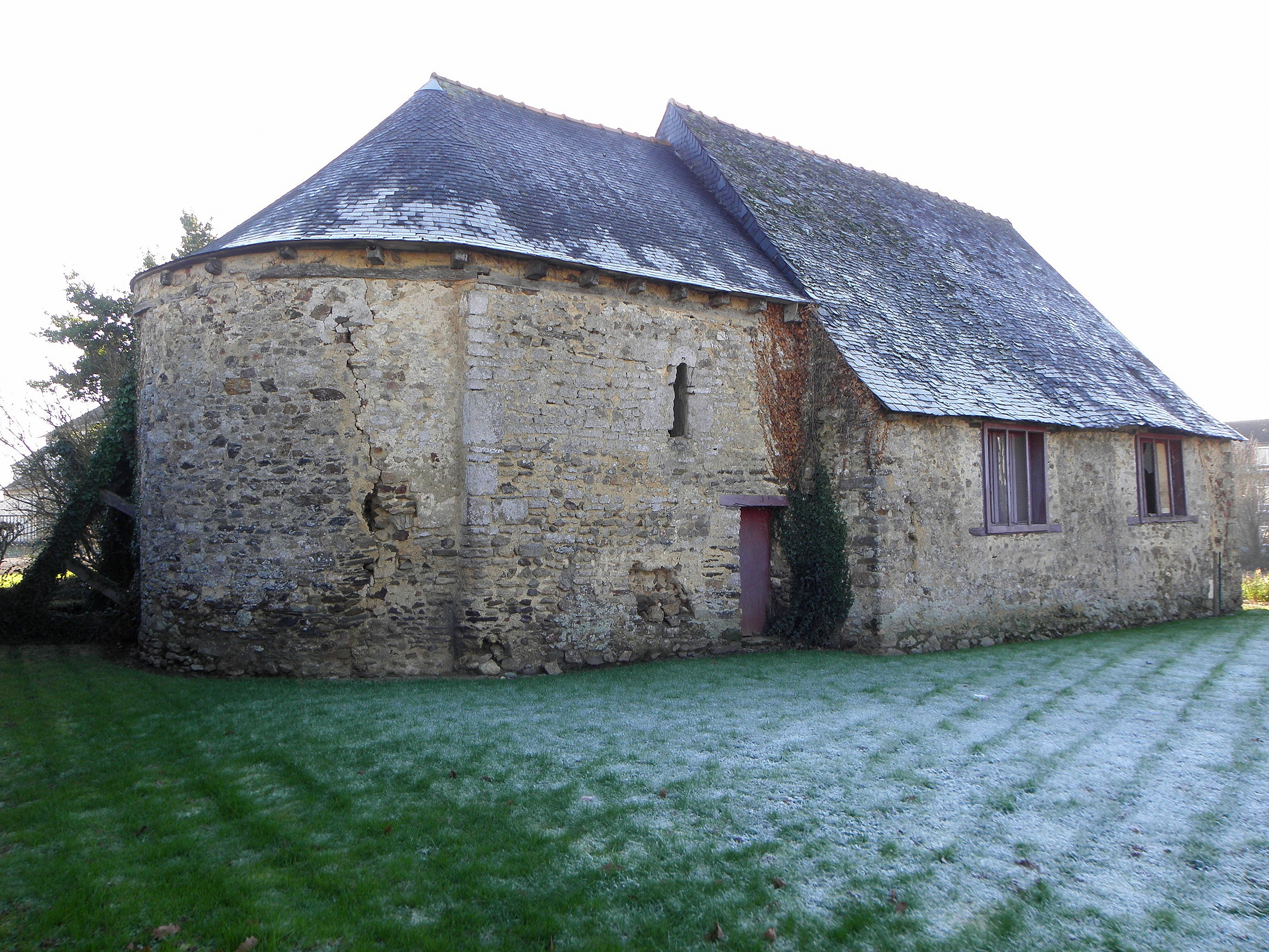
Kirche St-Pierre in Argentré-du-Plessis (2014)

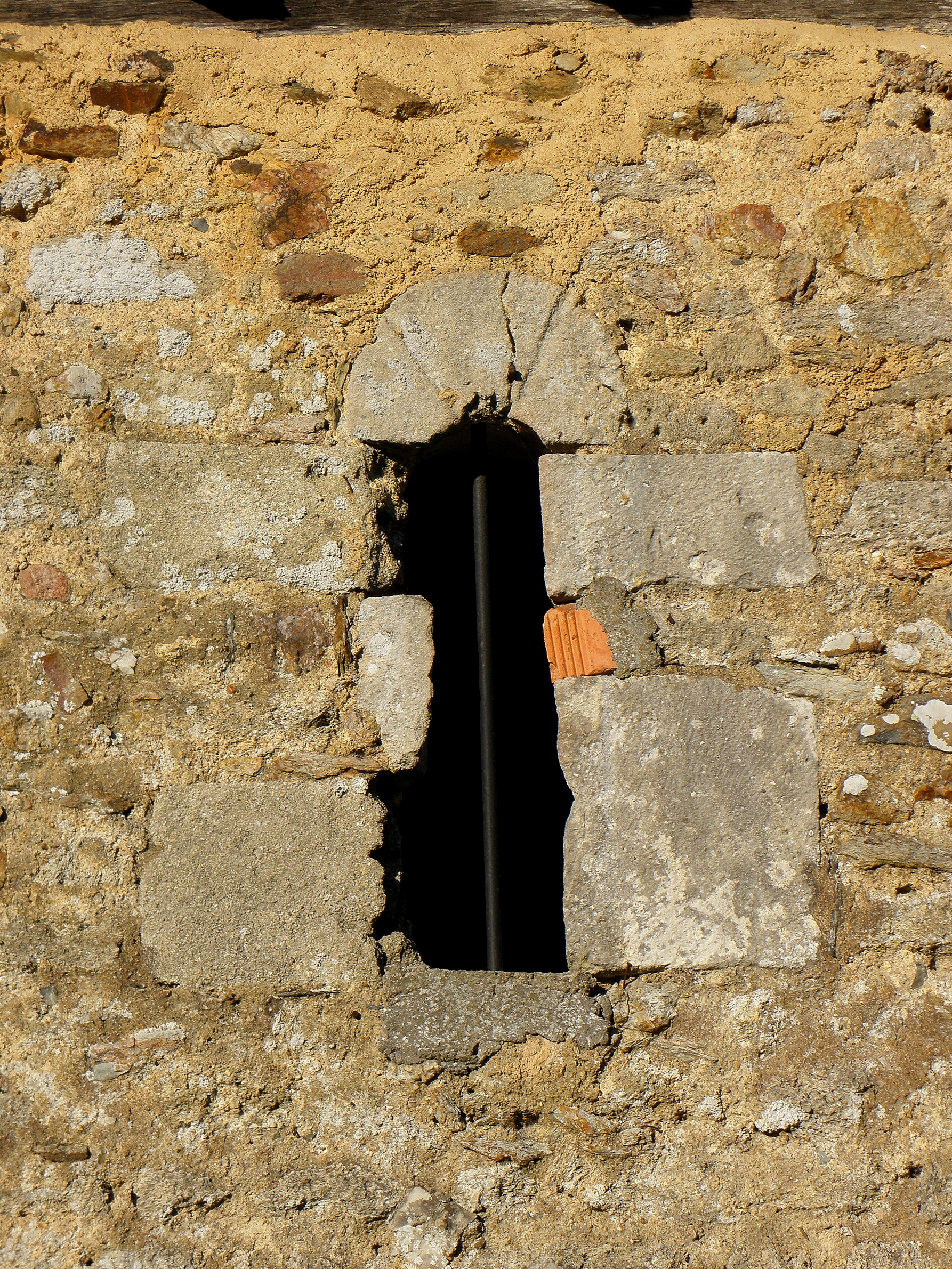
Fenster

Die heutige katholische Kapelle und ehemalige Pfarrkirche St-Pierre in Argentré-du-Plessis, einer französischen Gemeinde im Département Ille-et-Vilaine in der Region Bretagne, wurde im 11. Jahrhundert errichtet.
Vom ursprünglichen Bau ist die halbrunde, durch drei Fenster erhellte Apsis erhalten. Das Kirchenschiff stammt vermutlich aus dem 15./16. Jahrhundert. Die Kapelle ist seit Jahren ruinös und darf nicht mehr betreten werden. Die Westfassade mit dem Eingang wurde im 16./19. Jahrhundert verändert.
Die Rundung des Triumphbogens, der in einen schmalen Chor führt, besteht aus sorgfältig behauenen Granitkeilsteinen.